# Aléxandros Meïkópoulos
Aléxandros Meïkópoulos (en grec Αλέξανδρος Μεϊκόπουλος), né le 14 mai 1984, est un homme politique grec.

## Biographie
Aux élections législatives grecques de janvier 2015, il est élu député au Parlement grec sur la liste de la SYRIZA dans la circonscription de la Magnésie.